# Athysanella sobrina
Athysanella sobrina är en insektsart som beskrevs av Blocker 1985. Athysanella sobrina ingår i släktet Athysanella och familjen dvärgstritar. Inga underarter finns listade i Catalogue of Life.